# Arco dei Fileni
L'arco dei Fileni, conosciuto anche con il nome di El Gaus (L’Arco), era un arco costruito sulla via Balbia al confine tra Tripolitania e Cirenaica nell'allora Libia italiana (oggi Libia) a Ras Lanuf.

## Storia
L'arco, voluto da Italo Balbo, governatore della Libia dal 1934 al 1940, era stato progettato dall'architetto Florestano Di Fausto e fu inaugurato il 16 marzo 1937.

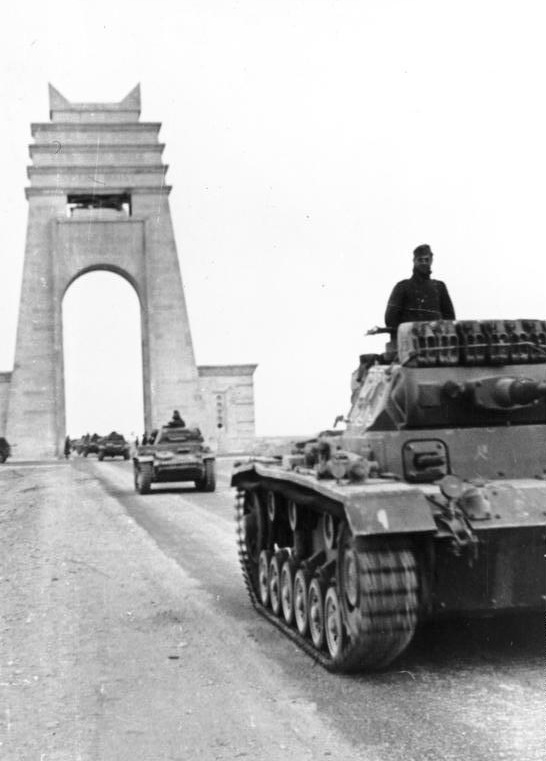
I panzer dell'Afrikakorps attraversano l'Arco dei Fileni nel marzo 1941 per iniziare la controffensiva in Cirenaica.

L'arco era caratterizzato dalla presenza di due colossi in bronzo che raffiguravano i fratelli Fileni, leggendari eroi cartaginesi che, come raccontato da Sallustio nel Bellum Iugurtinum, si impegnarono in una sorta di maratona ante litteram contro i greci di Cirene, organizzata per definire i confini tra le due civiltà. In base ad un accordo tra Cartagine e Cirene, infatti, ciascuna città avrebbe fatto partire due suoi uomini verso la città antagonista e il luogo dove le due coppie si sarebbero incontrate sarebbe stato individuato come il nuovo confine. Tuttavia quando i Fileni incontrarono i cirenaici ne nacque una lite perché questi ultimi accusavano i primi di essere partiti in anticipo: per rivendicare la loro buona fede i cartaginesi si dissero pronti ad essere sepolti vivi proprio sul nuovo confine, cosa che avvenne. Il sacrificio dei Fileni fu ricordato con la realizzazione di due are da cui prese nome la località di Arae Philenorum ma che erano già scomparse all'epoca di Strabone.

Sopra l'arco vennero collocati in una nicchia orizzontale due colossi bronzei, ritratti come sepolti vivi, sovrastati da un frontone a tre strati sovrapposti, distinti da altrettante cornici, a simboleggiare appunto gli strati di terreno sotto i quali vennero seppelliti i Fileni, sui quali campeggiava la seguente iscrizione tratta dal Carmen saeculare di Orazio: 
La scritta fu fatta tradurre in arabo da re Idris I di Libia.
Sulla sommità dell'arco era posizionata un'ara che rappresentava quelle della leggenda cartaginese.
L'arco compare nella medaglia commemorativa della campagna italo-tedesca in Africa del 1943. Inoltre compariva sul biglietto della Lotteria di Tripoli dal 1938 al 1940, su francobolli emessi per la colonia libica e quale frontespizio per cartine geografiche e altre pubblicazioni turistiche dell'epoca. Nei pressi si trovava un cimitero tedesco.
L'arco fu smantellato nel 1973 per volontà di Gheddafi, che lo riteneva un simbolo del periodo coloniale. Le statue dei Fileni si trovano nel piccolo museo di Sirte, mentre alcuni bassorilievi giacciono a terra in stato di abbandono in prossimità del museo.